# Bergenia hissarica
Bergenia hissarica är en stenbräckeväxtart som beskrevs av A. Boriss.. Bergenia hissarica ingår i släktet bergenior, och familjen stenbräckeväxter. Inga underarter finns listade i Catalogue of Life.